# Маврово (община Маврово и Ростуше)
Вижте пояснителната страница за други значения на Маврово.
Ма̀врово (на македонска литературна норма: Маврово) е село в Северна Македония в община Маврово и Ростуше.

## География
Селото е разположено в Мавровската котловина на южния бряг на Мавровското езеро. Маврово е популярен туристически ски център.

## История
В обобщен списък на джизието на немюсюлманите от вилаета Калканделен от 18 юли 1628 година селото е отбелязано като Маврова, с 90 ханета (домакинства).
В XIX век Маврово е преобладаващо българско село в Гостиварска нахия на Тетовска каза на Османската империя. Андрей Стоянов, учителствал в Тетово от 1886 до 1894 година, пише за селото:
| „ | С. Маврово. – Въ Маврово, Леуново и Ничворово сѫществува и другъ видъ курбанъ, който се коли когато прави ново здание. Месото на закланото въ такъвъ случай животно се яде отъ зидаритѣ. | “ |

Според статистиката на Васил Кънчов („Македония. Етнография и статистика“) в 1900 година Маврово има 1 222 българи християни, 12 арнаути мохамедани и 25 власи. Цялото население на селото е двуезично, но домашният език на християните е български.
В селото съществува българско училище. През учебната 1899/1900 година българското училище се посещава от общо 65 ученици, от които 20 ученички и 45 ученици с 1 учител.
В телеграма изпратена до председателя на Парламента по спорните черкви и училища в Македония и Одринско пише:
| „ | Селото Маврово брои 150 къщи, от които 90-100 са български. Преди четири години, при последното преброяване, това число се намали на 40 къщи, понеже от една страна мнозина българи се именуваха сърби, за да могат да отиват в Цариград, където достъпът на българите по изрична заповед не се позволяваше, от друга – заплашванията на сръбските чети, от трета, много наши съселяни, отивающи на гурбетлък в Сърбия, там бяха заставявани да се именуват сърби. В селото ни има две черкви, едната струва 1000, а другата 100 лири турски. Правителството, освен гдето разпореди, щото голямата черква да се предаде изключително на сърбите, но постанови още, щото и в малката сърбите да служат две недели, а българите една. Понеже това е голяма неправда спрямо българското население, молим надлежното Ви разпореждане, за да ни се предаде една от черквите, където да извършваме религиозните си обреди. От името на българското население в с. Маврово свещеник Трайко Угринов. | “ |

Селото е разделено в конфесионално отношение. Според патриаршеския митрополит Фирмилиан в 1902 година в селото има 60 сръбски патриаршистки къщи. Според митрополит Поликарп Дебърски и Велешки в 1904 година в Маврово има 60 сръбски къщи. Според секретаря на Българската екзархия Димитър Мишев („La Macédoine et sa Population Chrétienne“) в 1905 година в Маврово има 840 българи екзархисти и 320 българи патриаршисти сърбомани. В селото работят българско и сръбско училище. Според секретен доклад на българското консулство в Скопие 121 от 152 християнски къщи (от общо 154 къщи) в селото през 1906 година под натиска на сръбската пропаганда в Македония признават Цариградската патриаршия.
При избухването на Балканската война в 1912 година 4 души от Маврово са доброволци в Македоно-одринското опълчение.
В 1913 година селото попада в Сърбия. Според Афанасий Селишчев в 1929 година Маврово е самостоятелна община в Горноположкия срез и има 149 къщи със 751 жители българи.
Според преброяването от 2002 година селото има 166 жители.
| Националност | Всичко |
| македонци    | 163    |
| албанци      | 0      |
| турци        | 0      |
| роми         | 0      |
| власи        | 0      |
| сърби        | 3      |
| бошняци      | 0      |
| други        | 0      |

### „Свети Никола Летни“
Основна забележителност на Маврово е църквата „Свети Никола Летни“, изградена от рекански майстори в 1850 година. Църквата е потопена под Мавровското езеро в 1953 година, но към началото на XXI век поради засушаване е в голяма степен на сухо. В средата на 90-те години на XX век в Маврово започва изграждането на нова църква „Свети Никола“, подобна на потопената, която е завършена в 2006 година.

## Личности
Родени в Маврово
- Васил Алексиев (? – 1865), български просветен деец
- Вълчо Жикич (? – 1807), войвода на Първото сръбско въстание
- Георги Пандов Георгиев, македоно-одрински опълченец, 1 рота на 3 солунска дружина и 1 рота на 1 дебърска дружуна,[15] носител на орден „За храброст“ ІV степен от Първата световна война[16]
- Георги Серафимов Димов (1870 – 1941), български търговец и общественик
- Голуб Янич (1853 – 1918), сръбски национален деец, търговец, милионер по потекло от Лазарополе[17]
- Доситей Охридски и Македонски (1906 – 1981), сръбски духовник, по-късно пръв глава на Македонската православна църква
- Елисие Поповски (1907 – 1972), банков чиновник, делегат на Първото заседание на АСНОМ.
- Кирил Стоянов (1878 – 1909), български просветен деец и революционер, деец на ВМОРО
- Миле Филиповски (1920 – 1986), деец на комунистическата съпротива във Вардарска Македония
- Трайко Угринов, български просветен и духовен деец, дългогодишен български учител и свещеник в Маврово, убит от сърбите
- Христо Спасов, български просветен деец